# ابویحیی اللیبی
ابو یحیی لیبی، بعد از ایمن الظواهری، فرد شماره دوم القاعده خوانده شده‌است. مقامات آمریکایی می‌گویند که هدف حمله روز ۴ ژوئن ۲۰۱۲ هواپیماهای بدون سرنشین آنها به مناطق قبیله‌نشین پاکستان، ابو یحیی اللیبی، یکی از رهبران سازمان القاعده بوده‌است. این تکنولوژی جنگی جدید آمریکا چنان مؤثر بوده که پیش از این ده‌ها شبه‌نظامی اسلامگرا و چندین فرمانده ارشد آن‌ها مانند شمول الیاس کشمیری، از فرماندهان مهم القاعده، بیت‌الله مسعود، رهبر طالبان پاکستان را کشته‌است. مرگ ابو یحیی لیبی هنوز از سوی طالبان تأیید نشده‌است. اما کاخ سفید می‌گوید منابع اطلاعاتیش مرگ او را تأیید کرده‌اند.